# 林地早熟禾
林地早熟禾（学名：Poa nemoralis）为禾本科早熟禾属下的一个种。

## 扩展阅读
- 維基物種上的相關：林地早熟禾